# Giuseppe Marchetti Longhi
Pour les articles homonymes, voir Marchetti et Longhi.
Giuseppe Marchetti Longhi (né à Rome le 13 mars 1884 et décédé à Rome le 11 octobre 1979) est un archéologue italien, connu pour les fouilles de la zone sacrée de Largo di Torre Argentina à Rome et pour la fondation de l'Institut d'histoire et d'art du Latium méridional et du musée historique Bonifaciano également dans le Latium méridional au sein du palais de Boniface VIII à Anagni.

## Biographie

### Famille
Son grand-père, Giuseppe Marchetti, avocat à Spolète, participe à l'unification italienne et est élu conseiller municipal et conseiller de la municipalité de Rome après le Risorgimento.
Son père, Curio Marchetti, est magistrat et président de la section IV de la Cour d'appel de Rome et sa mère, Giuseppina Longhi, appartient à une famille noble, qui possède le château de Fumone. À la suite de la disparition de la branche mâle de la famille maternelle, il ajoute le nom Longhi au nom paternel.
Sa sœur, Maria Marchetti (1880-1920), est aussi une archéologue, élève de Rodolfo Lanciani et d'Ettore De Ruggiero, avec qui elle obtient une maitrise en 1910,.

### Formation et première années

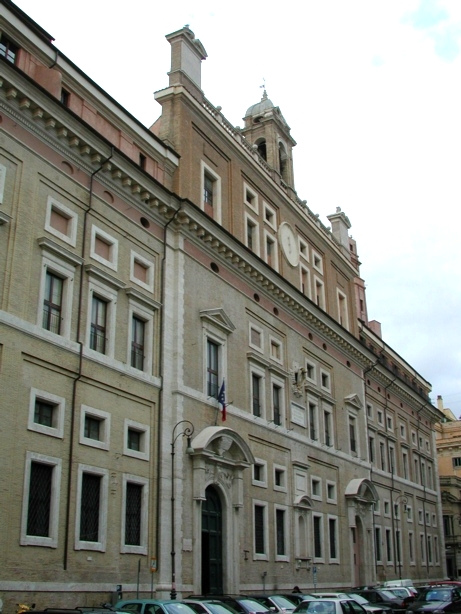
Lycée Ennio Quirino Visconti à Rome où Giuseppe Marchetti Longhi réalise le début de ses études.

Il fait son lycée au Liceo classico Ennio Quirino Visconti à Rome, puis il devient orphelin de son père en 1907 et obtient sa maitrise en droit en 1911. Parallèlement à ses études de droit, il suit les cours de Rodolfo Lanciani avec sa grande sœur.
Dans les années 1913-1915, il publie en quatre parties une étude sur Gregorio di Montelongo (patriarche d'Aquilée au XIIIe siècle), un ascendant issu de la branche maternelle de la famille.
Il s'enrôle comme volontaire pendant la Première Guerre mondiale et est blessé deux fois, obtenant ainsi deux médailles de la valeur militaire en argent et une Croix du Mérite de la guerre. Il est ensuite nommé président de la section des combattants de Fumone.
En 1919, il obtient son second diplôme en lettres. Dans le même temps, grâce à son diplôme en droit, il peut commencer à travailler comme avocat à l'INA, poste qu'il occupe pendant vingt-quatre ans,.
En 1922, il épouse Anna Bufacchi, avec qui il n'a pas d'enfant, et obtient un enseignement gratuit en topographie romaine.

### Activités archéologiques
Ses recherches portent sur la topographie de la Rome antique. Il commence à travailler sur le sud du Champ de Mars et sur la zone du Cirque Flaminius, avec une attention particulière sur les transformations urbaines du Moyen Âge. Dans cette zone, dès 1918, il identifie l'importance des vestiges conservés sous les bâtiments de la zone dite « Argentina » (maintenant appelée la zone sacrée de Largo di Torre Argentina). En 1926, il est nommé responsable des fouilles archéologiques en isolant les bâtiments qui devaient être démolis. Les fouilles durent jusqu'en 1942 et Giuseppe Marchetti Longhi continue dans les années suivantes à publier des études et des recherches sur le sujet.
Il travaille également à Anagni, où il crée l'Institut d'histoire et d'art du Latium méridional, et un musée dans le palais de Boniface VIII.
Il décède à Rome le 11 octobre 1979.

## Œuvres
Pendant ses études, il s'occupe de la topographie de la Rome antique et médiévale, en particulier de la zone sacrée de Largo di Torre Argentina et plus généralement du Champ de Mars, des grandes familles romaines, de l'histoire et des monuments du Latium méridional, notamment en particulier du château de Fumone et de celui d'Anagni. Il a également écrit des articles dans des journaux.

### Monographies
- (it) Il patriarcato di Aquileia, il papa e l'impero fino alla prima metà del sec. XIII (Nuovo archivio veneto, n.s., 31), 1916.
- (it) L'«Area Sacra» e i templi repubblicani del Largo Argentina, Rome, 1930.
- (it) I portici del Foro Olitorio e la genesi di una sacra leggenda, Rome, 1933.
- (it) La memoria di Augusto e dei suoi monumenti nel Medio Evo (Quaderni Augustei. Studi italiani, 7), 1939.
- (it) La memoria di Augusto e dei suoi monumenti nel Medio Evo (Quaderni Augustei. Studi italiani, 8), 1939.
- (it) I Caetani (Le grandi famiglie romane, 1), Rome, Istituto di studi romani, 1942.
- (it) Monarchia e fascismo (Quaderni di politica contemporanea, 1), Rome.
- (it) L'eredità di Caino (La questione istituzionale e la sua genesi), Rome, 1946.
- (it) I Papareschi e i Romani (Le grandi famiglie romane, 6), Rome, Istituto di studi romani, 1947.
- (it) L'Aventino nel Medio Evo (Istituto di studi romani. I Colli di Roma - L'Aventino), Rome, 1947.
- (it) Mostra di Bonifacio VIII e del primo Giubileo : (catalogo mostra, Roma, Palazzetto Venezia, ottobre-novembre 1950), Rome, 1950.
- (it) Gli Stefaneschi (Le grandi famiglie romane, 9), Rome, Istituto di studi romani, 1954.
- (it) L'Area Sacra del Largo Argentina, (Itinerari dei musei, gallerie e monumenti d'Italia, 102), Rome, Direzione generale delle antichità e belle arti, 1960.
- (it) I Boveschi e gli Orsini (Le grandi famiglie romane, 12), Rome, Istituto di studi romani, 1960.
- (it) Il cardinale Guglielmo de Longis de Adraria di Bergamo, la sua famiglia e la sua discendenza : Studio critico, Rome, 1961.
- (it) Gregorio de Monte Longo, legato apostolico in Lombardia (1238-1251) : Studio storico, Rome, 1965.
- (it) Gregorio de Monte Longo, patriarca di Aquileia (1251-1269) : Studio storico, Rome, 1965.
- (it) Registro degli atti e delle lettere di Gregorio di Monte Longo (1233-1269), Rome, 1965.
- (it) Castel Fumone ed il suo «Piccolo Santuario» Celestiniano, Istituto di storia e di arte del Lazio meridionale, 1968.
- (it) Le Mostre del Lazio meridionale e di Celestino V nel palazzo di Bonifacio VIII in Anagni. Guida storica e descrittiva : Bollettino dell'Istituto di storia e di arte del Lazio meridionale, 6, 1969-1970.

### Articles
- (it) « La legazione in Lombardia di Gregorio da Monte Longo negli anni 1238-1251 », Archivio della società romana di storia patria, no 36,‎ 1913, p. 379-410.
- (it) « La legazione in Lombardia di Gregorio da Monte Longo negli anni 1238-1251 », Archivio della società romana di storia patria, no 37,‎ 1914, p. 139-266.
- (it) « La legazione in Lombardia di Gregorio da Monte Longo negli anni 1238-1251 », Archivio della società romana di storia patria, no 38,‎ 1915, p. 139-266.
- (it) « La legazione in Lombardia di Gregorio da Monte Longo negli anni 1238-1251 », Archivio della società romana di storia patria, no 38,‎ 1915, p. 591-675.
- (it) « Sulle origini della famiglia dei Longhi marchesi di Fumone », Rivista araldica, no 13,‎ 1915, p. 645 et suivantes.
- (it) « I templi presso S. Nicola a Cesarini e la sistemazione della zona Argentina », Bullettino della Commissione archeologica comunale di Roma, no 46,‎ 1918, p. 283-362.
- (it) « Le contrade medievali della zona «in Circo Flaminio»: il «Calcarario» », Archivio della società romana di storia patria, no 42,‎ 1919, p. 401-536.
- (it) « « Circus Flaminius » nell'antichità e nelle trasformazioni medievali », Memorie dell'Accademia nazionale dei Lincei, no 16,‎ 1922, p. 621-770.
- (it) « La famiglia di Gregorio da Monte Longo, patriarca di Aquileia. Note storico-genealogiche », Memorie storiche forogiuliesi, no 19,‎ 1923, p. 105-130.
- (it) « Porticus Gallatorum », Bullettino della Commissione archeologica comunale di Roma, no 52,‎ 1924, p. 176-240.
- (it) « « Pervetusta Fumonis arx ». La rocca di Fumone in Campagna e i suoi feudatarii », Archivio della società romana di storia patria, no 47,‎ 1924, p. 189-320.
- (it) « Il palazzo di Bonifacio VIII in Anagni », Archivio della società romana di storia patria, no 47,‎ 1924, p. 379-410.
- (it) « « Arcus Stillans » e « Balneum Pelagi ». Note di topografia medievale di Roma », Rendiconti della Pontificia accademia romana di archeologia, no 3,‎ 1924-1925, p. 143-190.
- (it) « Il tempio ionico di Ponte Rotto. Tempio di Fortuna o di Portuno? », Mitteilungen des Deutschen Archäologischen Instituts. Romische Abteilung, no 40,‎ 1925, p. 319-350.
- (it) « « Helephas erbarius » e « Curtis dominae Miccinae ». Topografia di Roma nell'antichità e nel medioevo », Rendiconti della Pontificia accademia romana di archeologia, no 4,‎ 1926, p. 305-385.
- (it) « Santa Maria « de Secundicerio ». Topografia medievale di Roma », Bullettino della Commissione archeologica comunale di Roma, no 44,‎ 1926, p. 93-144.
- (it) « Storia e leggenda nel Friuli redento », Arcadia, no 70,‎ 1926, p. 20-48.
- (it) « Ricordi medievali nell'«Area Sacra» di Argentina », Capitolium, no 5,‎ 1929, p. 10-18.
- (it) « L'« Area Sacra » e i templi repubblicani del Largo Argentina », Capitolium, no 5,‎ 1929, p. 172-181.
- (it) « Il tempio di Apollo », Capitolium, no 7,‎ 1931, p. 498-510.
- (it) « « Turris de Arcu » e « Balneum Imperatoris » », Rendiconti della Pontificia accademia romana di archeologia, no 7,‎ 1931, p. 35-67.
- (it) « Castel Fumone: la prigione di due pontefici », Le vie d'Italia,‎ décembre 1931.
- (it) « Gli scavi del Largo Argentina », Bullettino della Commissione archeologica comunale di Roma, no 60,‎ 1932, p. 253-346.
- (it) « Gli scavi del Largo Argentina: L'ara di Aulo Postumio Albino », Bullettino della Commissione archeologica comunale di Roma, no 61,‎ 1933, p. 163-194.
- (it) « Il colossale acrolito rinvenuto nell'«Area Sacra» del Largo Argentina », Memorie della Pontificia accademia romana di archeologia, no 3,‎ 1933, p. 133-203.
- (it) « Il Lupercale e il suo significato politico », Capitolium, no 9,‎ 1933, p. 157-172.
- (it) « Il Lupercale nel suo significato religioso e topografico », Capitolium, no 9,‎ 1933, p. 365-379.
- (it) « Gli scavi del Largo Argentina: III. Il Tempio A », Bullettino della Commissione archeologica comunale di Roma, no 64,‎ 1936, p. 83-137.
- (it) « « Theatrum Lapideum » « Curia Pompeia » e « Trullum Dominae Maraldae ». Topografia antica e medievale di Roma », Rendiconti della Pontificia accademia romana di archeologia, no 12,‎ 1936, p. 233-319.
- (it) « Theatrum et Crypta Balbi. Turris Pertundata e Balneum de Cintiis (Topografia antica e medievale di Roma) », Rendiconti della Pontificia accademia romana di archeologia, no 16,‎ 1940, p. 225-307.
- (it) « Religione e teatro », Bollettino dell'Istituto nazionale del dramma sacro, no 9,‎ 1942.
- (it) « Le sagome dei tempi dell'area sacra Argentina », Bullettino del Cenro nazionale di studio di storia dell'architettura. Sezione di Roma,‎ 1943, p. 2-5.
- (it) « Ricerche su la famiglia di papa Gregorio IX », Archivio della società romana di storia patria, no 67,‎ 1944, p. 275-307.
- (it) « « Theatrum Marcelli » e « Mons Fabiorum ». Note di topografia antica e medievale di Roma », Rendiconti della Pontificia accademia romana di archeologia, no 20,‎ 1943-1944, p. 13-108.

## Annexe